# Bethsabée au bain (Memling)
Pour les articles homonymes, voir Bethsabée (homonymie).
Bethsabée au bain est un tableau réalisé par le peintre allemand Hans Memling vers 1485. De format vertical, cette peinture à l'huile exécutée sur bois de chêne est une peinture chrétienne qui représente Bethsabée sortant nue de son bain tandis qu'une servante commence à l'habiller. Dans l'ouverture de la fenêtre derrière elles, une scène ajoutée au XVIIe siècle montre David l'observant depuis un toit. Transférée depuis le château de Louisbourg en 1843, l'œuvre est conservée à la Staatsgalerie, à Stuttgart.